# Ploaie

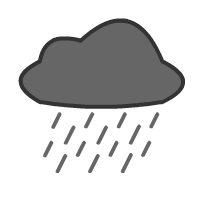
Semn convențional
meteorologic pentru ploaie

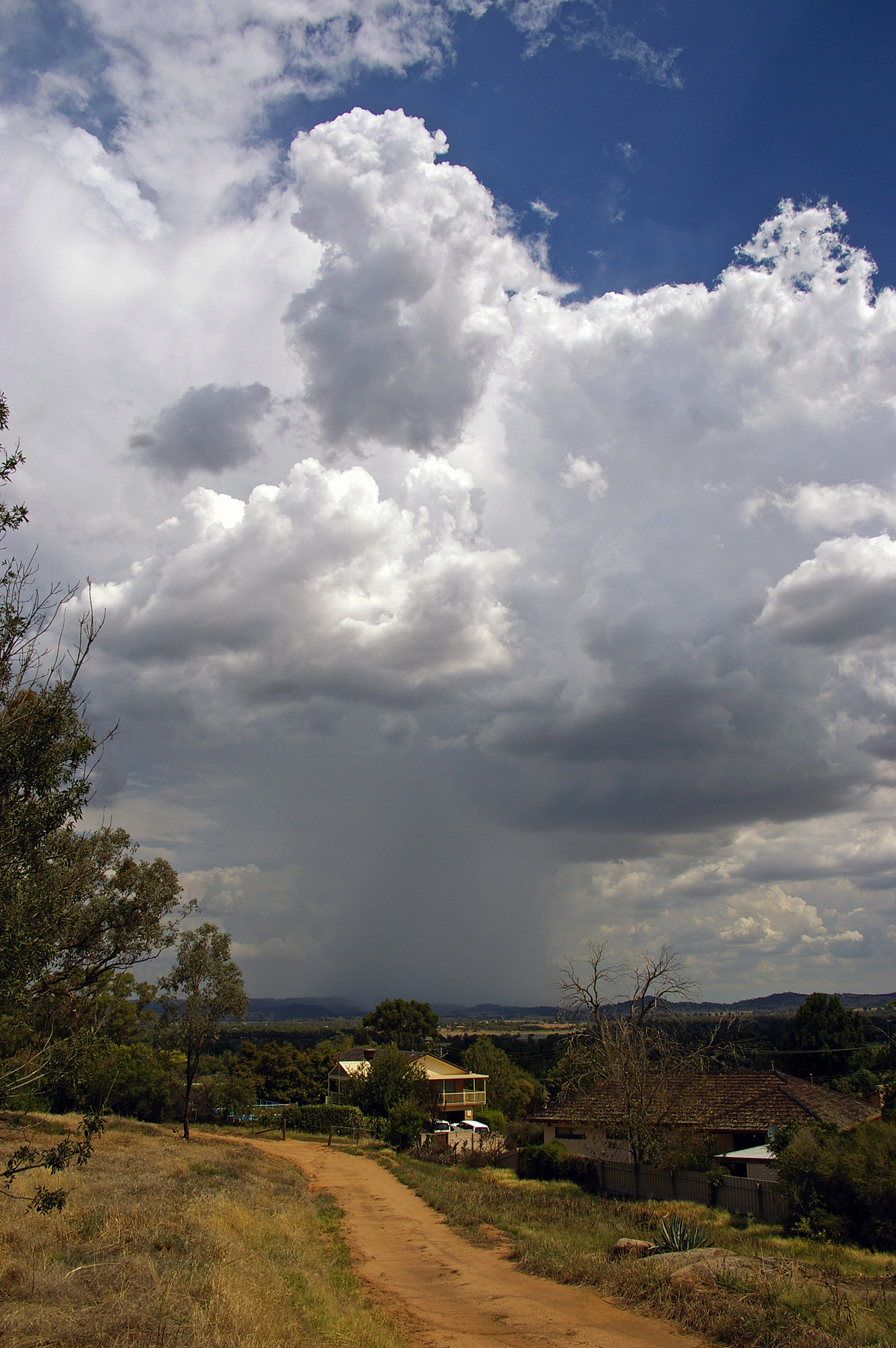
Ploaie torențială generată de nori cumulo-nimbus.

Ploaia este o formă de precipitație atmosferică sub formă de picături de apă provenite din condensarea vaporilor din atmosferă. Ploaia se formează când diferite picături de apă din nori cad pe suprafața Pământului în formă lichidă. Nu toată ploaia ajunge în sol. Unele picături de apă se evaporă în timpul căderii și nu mai ajung în pământ. Acest fenomen este mai ales întâlnit în zonele deșertice și numit virga.

## Formarea ploii

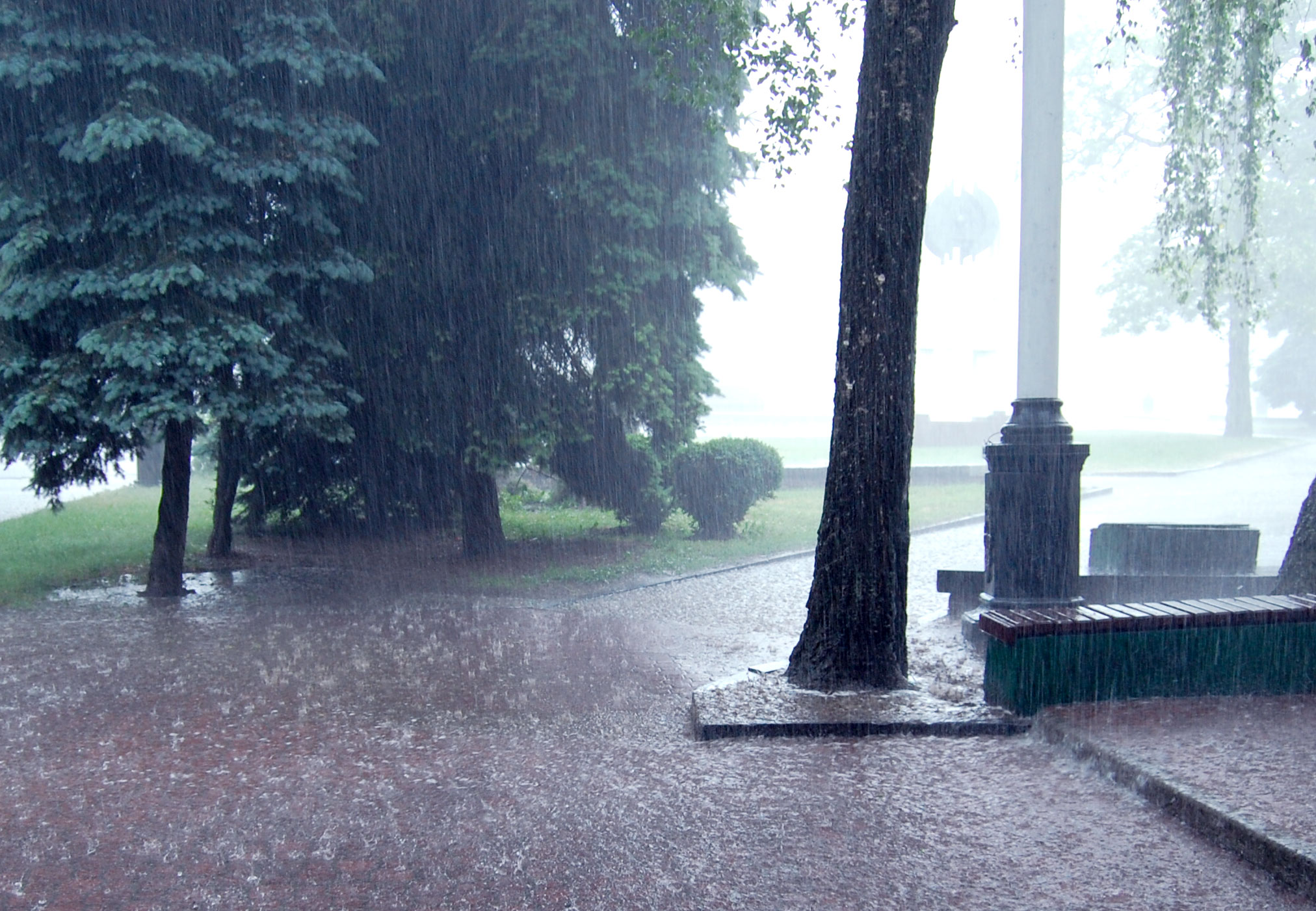
Ploaie

Ploaia este o parte importantă a circuitului apei în natură și are loc după ce apa care s-a evaporat din râuri, lacuri, oceane, ș.a.m.d. se condensează ajungând picături de apă și cade pe pământ, întorcându-se înapoi în pârâuri, râuri, lacuri. Procesul formării ploii este numit și efectul Bergeron

## Clasificarea ploilor
Pluviozitatea (din franceză: pluviosité) reprezintă media cantității de ploaie căzută pe un anumit loc într-un interval de timp determinat.
Popular, ploaia mai este denumită bură dacă picăturile sunt fine și multe și este descrisă ca fiind torențială atunci când picăturile de apă sunt mari, multe și cad cu repeziciune.

### Clasificarea în funcție de volumul precipitațiilor

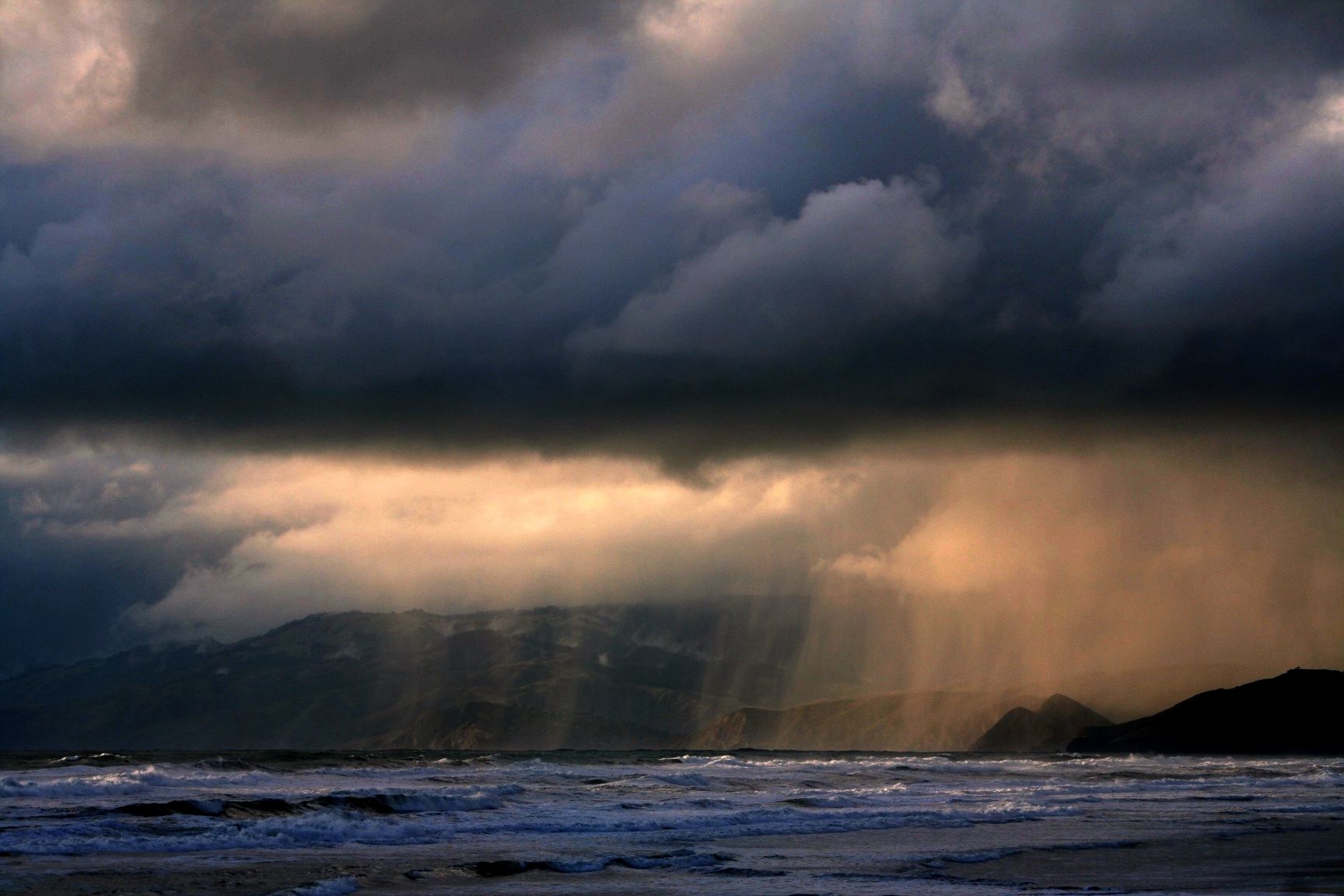
Ploaie văzută de la distanță

Ploaia mai poate fi clasificată și după volumul precipitațiilor astfel:
- Ploaie foarte fină, când rata precipitațiilor este sub 0,25 mm / oră
- Ploaie fină, când rata precipitațiilor este între 0,25 și 1 mm / oră
- Ploaie moderată, când rata precipitațiilor este între 1 și 4 mm / oră
- Ploaie deasă, când rata precipitațiilor este între 4 și 16 mm / oră
- Ploaie foarte deasă, când rata precipitațiilor este între 16 și 50 mm / oră
- Ploaie torențială, când rata precipitațiilor este mai mare de 50 mm / oră

### Clasificarea în funcție de condițiile ce au produs ploaia

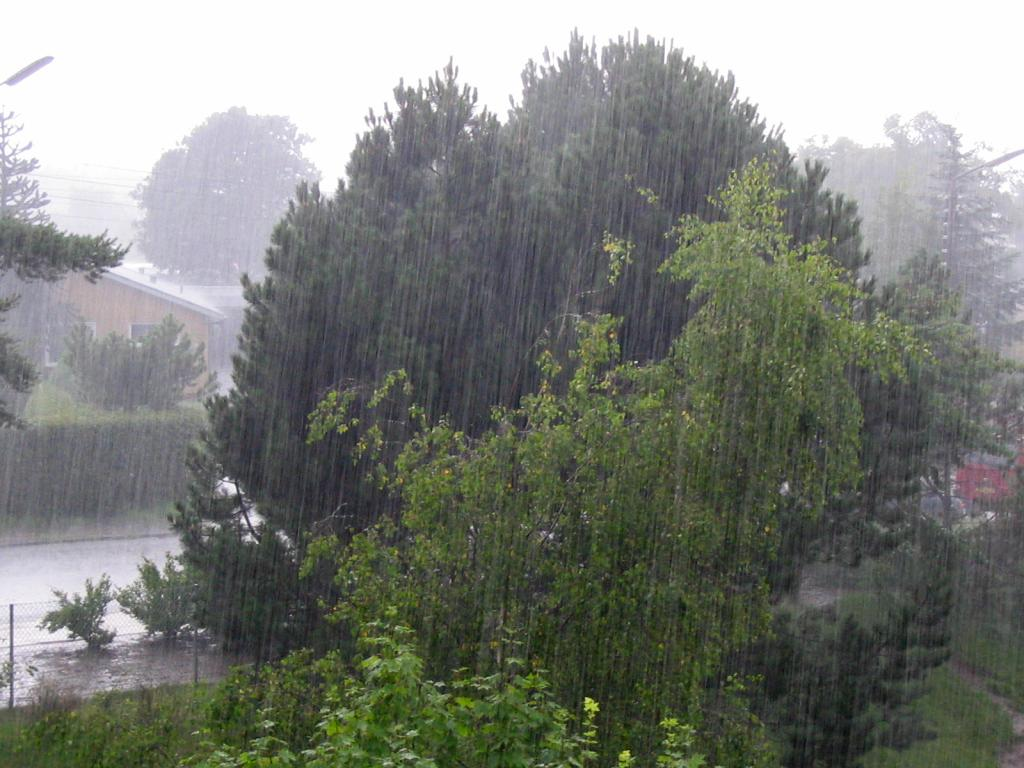
Ploaie

În funcție de condițiile care au produs ploaia, aceasta poate fi:
- ploaie orografică
- ploaie convectivă
- ploaie ciclonică
- ploaie artificială

### Influența umană
Omul influențează permanent fenomenele meteorologice, inclusiv ploaia. Ploaia poate fi indusă ca urmare a reacțiilor chimice produse de gazele din atmosferă și gazele poluante produse în timpul activităților umane, uneori cu efecte dramatice. Pentru că activitatea poluantă este mult mai mare în timpul sfârșitului de săptămână decât în timpul zilelor lucrătoare, în zona coastelor estice ale Americii sunt cu 22% mai multe șanse de ploaie în timpul zilelor de sâmbătă decât în timpul zilelor de luni.